# Ruta Estatal de Nueva York 311
La Ruta Estatal de Nueva York 311 (NY 311) es una autovía estatal localizada enteramente dentro del Condado de Putnam, Nueva York, en los Estados Unidos. La carretera empieza en la ruta NY 52 en Lake Carmel, y se interseca con la Interestatal 84 (I-84) poco después. Cruza las rutas NY 164 y NY 292 cuando encabeza a la parte nororiental del condado, finalmente torciendo al este hasta alcanzar su terminal norte en la NY 22, justo al sur del Condado de Dutchess. La ruta pasa por varios emplazamientos históricos.
Parte de la ruta moderna era originariamente la Philipstown Turnpike, una carretera construida en 1815 para vencer la carencia de transporte cuando el río Hudson se congeló durante los meses de invierno. El Turnpike era un centro empresarial grande para el condado, aunque fue abandonado debido a la insuficiencia de peajes para mantenerlo. Otra sección fue construida a principios del siglo XX, desde la iglesia bautista de Patterson cerca de la actual intersección entre la Ruta 311 y la 164 en la villa de Patterson, por un grupo de inmigrantes italianos. 
En el renombramiento de autovías estatales de Nueva York, en 1930, el segmento de la anterior NY 39 al este del oeste de Patterson pasó a llamarse NY 311. La anterior ruta NY 52 desde Patterson a Lake Charmel se convirtió en una extensión de la NY 311.

## Descripción de la ruta

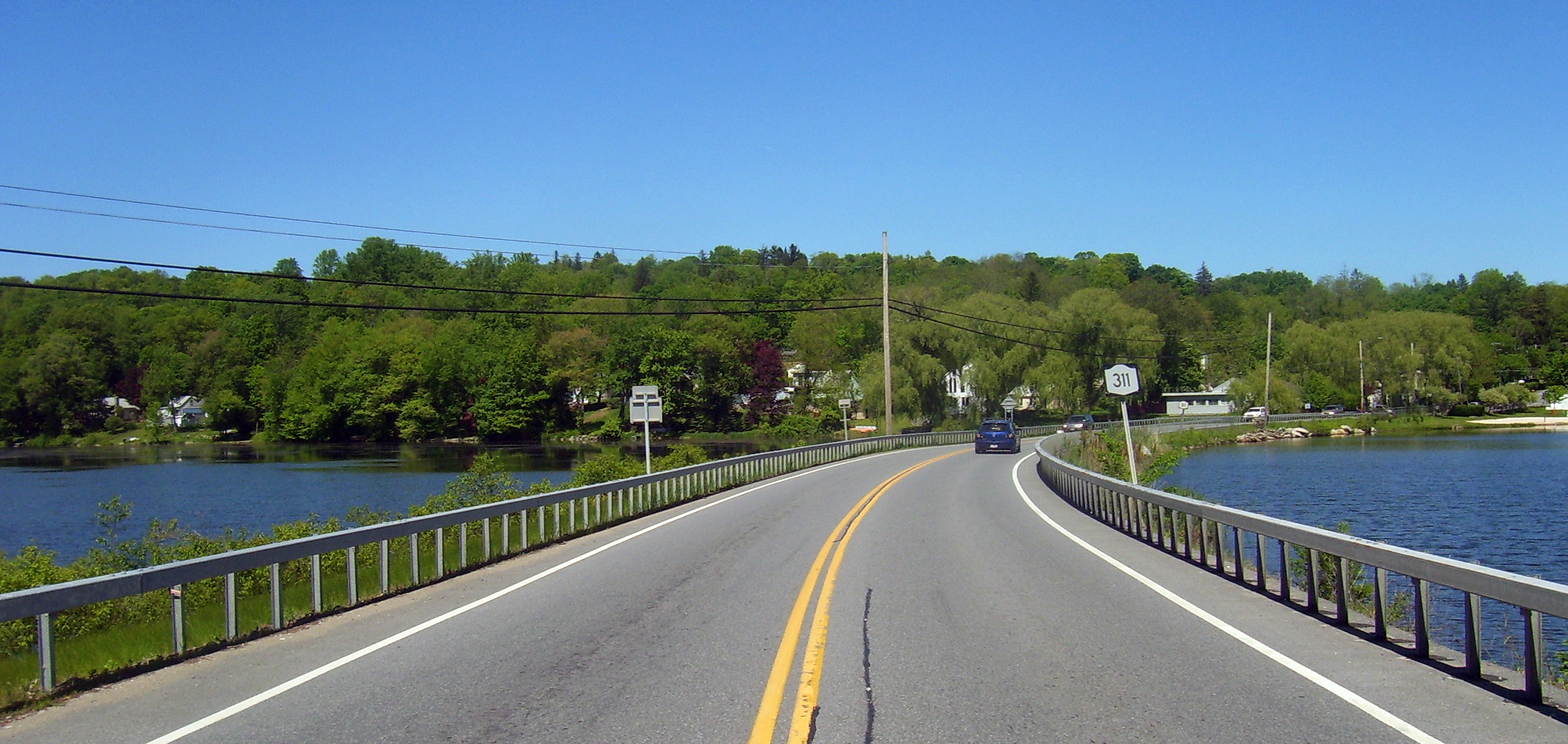
NY 311 a su paso por Lake Carmel

La NY 311 empieza en la NY 52 en Lake Carmel y se dirige hacia el noroeste, cruzando la parte más al norte de esta masa de agua, por una pequeña calzada. El lago tiene una superficie de alrededor de 81 ha (200 acres), y está situado a 188 m de elevación (618 pies). Es uno de los pocos lagos en el Condado de Putnam que no ha sido utilizado como reserva por la ciudad de Nueva York.
La carretera entonces cruza la ciudad de Patterson y se encuentra con la I-84 en un intercambio. En 2012 se planeó la rehabilitación del puente que sirve de intercambio para ambas carreteras, tanto la NY 311 como la I-84.
Encaminándose hacia el este, la NY 311 sigue un recorrido errático, girando en diferentes direcciones debido al terreno montañoso que atraviesa. Más adelante, se cruza con la NY 164.

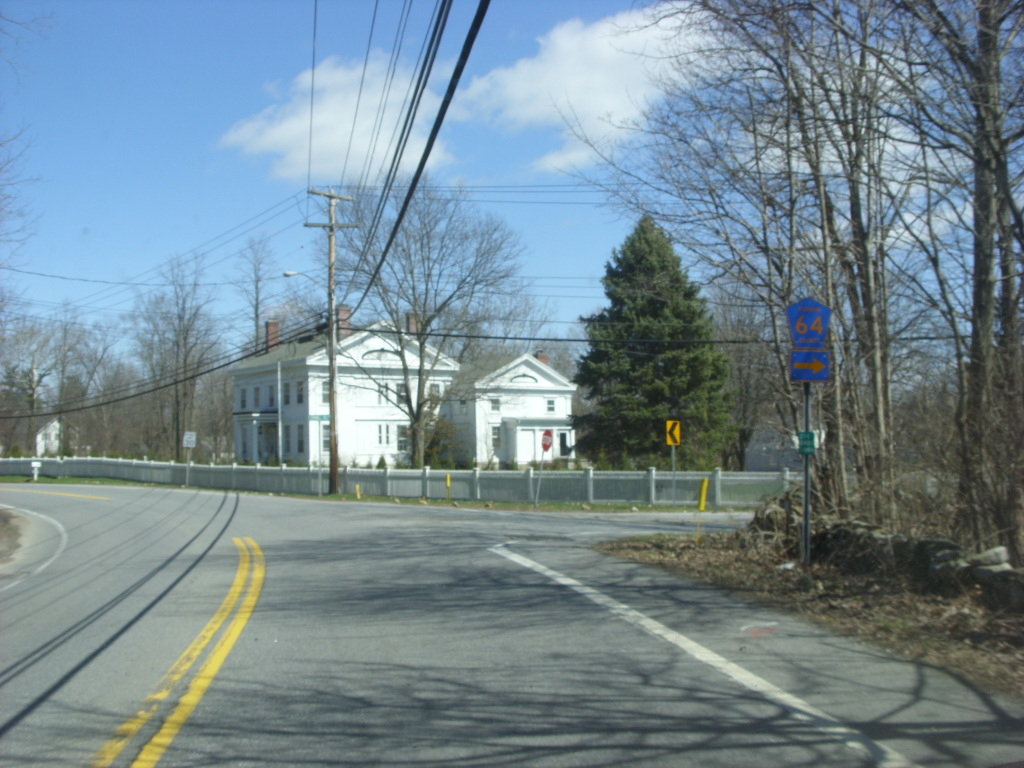
El cruce con la CR 64

## Historia

### Antes de la designación
Parte de la actual NY 311, desde la NY 292 hasta la intersección cercana al final de la ruta, pertenecía a la Philipstown Turnpike. Inicialmente, la proximidad del condado con respecto al río Hudson le abasteció con métodos de transporte de mercancías de forma barata a Albany y Nueva York, aunque en los meses de invierno el río se helaba.